# Birch (Wisconsin)
Birch – miasto w Stanach Zjednoczonych, w stanie Wisconsin, w hrabstwie Lincoln.